# روز جهانی هاری
روز جهانی هاری یک برنامه آگاهی سازی بین‌المللی است که با هماهنگی اتحاد جهانی برای کنترل هاری، که یک سازمان غیرانتفاعی با دفتر مرکزی در ایالات متحده است برگزار می‌شود. سازمان ملل متحد و توسط سازمانهای بین‌المللی بهداشت انسانی و دامپزشکی مانند سازمان بهداشت جهانی، سازمان بهداشت پان آمریکا، سازمان جهانی بهداشت حیوانات و مرکز کنترل و پیشگیری بیماری آمریکا تأیید شده‌است.
روز جهانی هاری هر سال در ۲۸ سپتامبر، سالگرد درگذشت لویی پاستور برگزار می‌شود که با همکاری وی و همکارانش، اولین واکسن مؤثر هاری را تهیه کردند. هدف از روز جهانی هاری آگاهی رسانی دربارهٔ تأثیر بیماری هاری بر روی انسان و حیوانات، ارائه اطلاعات و مشاوره در مورد چگونگی پیشگیری از ابتلا به این بیماری در جوامع در معرض خطر و حمایت از حمایت از تلاش‌های بیشتر در جهت کنترل هاری است.